# Marleyimyia xylocopae
Marleyimyia xylocopae es una especie de insecto díptero de la familia Bombyliidae oriunda de Sudáfrica teniendo un aspecto similar al del abejorro carpintero Xylocopa flavicollis, el cual también se puede encontrar en esta región. Inusualmente la especie fue descrita a partir de dos fotografías de alta calidad, sin la recolección ni designación de un holotipo. La especie es considerada única dentro de su género, Marleyimyia, el cual está compuesta por tres especies, dado su carácter diurno en contraposición al crepuscular de las otras dos especies.